# CSEN - Centro Sportivo Educativo Nazionale
Il Centro Sportivo Educativo Nazionale (CSEN) è un Ente di Promozione Sportiva fondato nel 1976, riconosciuto dal CONI e dal CIP. Lo CSEN è anche Ente Nazionale con finalità assistenziali riconosciuto dal Ministero dell'interno, Ente Nazionale di Promozione Sociale, Ente accreditato dal MIUR per la formazione del personale della Scuola e socio del Forum Nazionale del Terzo Settore.

## Finalità
Il Centro Sportivo Educativo Nazionale (CSEN):
- Persegue uno scopo promozionale e di propaganda sportiva di alto valore sociale.
- Contribuisce allo sviluppo della pratica sportiva ed alla realizzazione dell'obiettivo di uno sport per tutti e di tutti.
- Crea le condizioni di un più largo sviluppo della educazione fisica, dello sport e della salute.
- Collabora con il C.O.N.I. e le Federazioni Sportive, con la Scuola, con le Regioni e gli Enti Locali, con le forze sociali e politiche e con le libere associazioni di altri Paesi.
- Stimola la crescita delle Società Sportive.
- Opera su tutto il territorio nazionale senza fine di lucro.[3]

## Attività

### Formazione
CSEN si occupa di Formazione Sportiva e organizza corsi di formazione, aggiornamento e seminari per tecnici sportivi, dirigenti e operatori del settore. Rilascia Diplomi di Qualifica Nazionali validi su tutto il territorio italiano in ambito sportivo e olistico, offrendo anche assistenza ai professionisti del settore, come Tecnici Sportivi e Operatori.

### Competizioni
CSEN promuove e organizza manifestazioni amatoriali ed agonistiche per tutte le età e organizza campionati e tornei locali e nazionali per tutte le categorie.

## Organizzazione
CSEN opera su tutto il territorio nazionale, articolandosi in 20 Comitati Regionali e 106 Comitati Provinciali. Con 1.650.000 Soci Dirigenti, Tecnici, Atleti, Amatori, 15.540 Associazioni Sportive A.S.D. / S.S.D, oltre 4.300 Associazioni Sportive di Base(Basi Associative Sportive) e poco meno di 2.000 Associazioni Promozione Sociale e Tempo Libero affiliate, 1.300.000 Tesserati Sportivi, 500.000 Tesserati del Tempo Libero e 20 Comitati Regionali CSEN è uno dei più grandi Enti di Promozione Sportiva del Paese.